# Agata Hikari
Agata Hikari (japanisch 干刈 あがた, Hikari Agata, bürgerlich Asai Kazue (浅井 和枝), geb. Yanagi Kazue (柳 和枝); * 25. Januar 1943 in Ōme, damals Landkreis Nishitama, Präfektur Tokio; † 6. September 1992) war eine japanische Schriftstellerin.
Hikari begann ein Studium an der Waseda-Universität, das sie nach einem Jahr abbrach, um als freischaffende Autorin zu leben. Zunächst betätigte sie sich als Werbetexterin und verfasste Beiträge für Zeitschriften. Ihr Debütroman Juka no kazoku (樹下の家族, 1982) wurde mit einem Förderpreis für neue Autoren ausgezeichnet. Ihre Romane Uhohho tankentai (ウホッホ探険隊, 1983) und Yukkuri Tōkyō joshi marason (ゆっくり東京女子マラソン, 1984) wurden für den Akutagawa-Preis nominiert. Für Shizuka ni watasu kogane no yubiwa (しずかにわたすこがねのゆびわ) erhielt sie 1986 den Noma-Literaturpreis für Debütanten. Insgesamt verfasste Hikari achtzehn Romane, dazu Essays und Übersetzungen. Einige ihrer Romane wurden verfilmt. 1992 starb Hikari an Magenkrebs.